# Astronauta: Convergência
Astronauta: Convergência. é um romance gráfico de ficção científica publicado em 2022 pela Panini Comics como parte do projeto Graphic MSP, que traz releituras dos personagens da Turma da Mônica sob a visão de artistas brasileiros dos mais variados estilos. Trata-se do sexto e último livro protagonizado pelo Astronauta, escrito e desenhado por Danilo Beyruth com cores de Cris Peter. A história, que é sequência direta dos álbuns Astronauta: Magnetar (2012) e Astronauta: Singularidade (2014), Astronauta: Assimetria (2016),  Astronauta: Entropia (2018) e Astronauta: Parallax (2022). sse último álbum mostram a versão maléfica do Astronauta de um universo paralelo chegando na Terra e confrontando o herói.

## Outras mídias
Durante a Comic Con Experience de 2017, foi lançado um teaser de uma minissérie de animação em 6 capítulos baseada nas graphic novels produzidas por Danilo Beyruth e Cris Peter. Em dezembro do ano seguinte, novamente na Comic Con Experience, foi anunciado que a série se chamaria Astronauta – Propulsão e seria coproduzida e exibida pela HBO. O título foi alterado para apenas Astronauta e estreou em 18 de outubro de 2024 no Max.